# Madeline Dirado
Madeline Dirado, née le 5 avril 1993 à San Francisco, est une nageuse américaine.

## Biographie
En 2012, elle connait sa première expérience internationale aux Championnats du monde en petit bassin et réussit à se qualifier pour deux finales en individuel (cinquième au 200 m et 400 m quatre nages).
Lors des Championnats du monde 2013, elle atteint la finale du 400 m quatre nages qu'elle termine à la quatrième place tandis qu'elle est éliminée en demi-finales du 200 m papillon. Durant ces championnats, elle reçoit une médaille d'or pour sa participation aux séries du relais 4 × 200 m nage libre.
En 2016, elle participe à ses premiers Jeux olympiques à Rio de Janeiro où elle décroche quatre médailles dont deux titres sur le 200 m dos et le relais 4 × 200 m nage libre.

## Palmarès

### Jeux olympiques
- Jeux olympiques d'été de 2016 à Rio de Janeiro (Brésil) :
  -  Médaille d'or du 200 m dos
  -  Médaille d'or au relais 4 × 200 m nage libre
  -  Médaille d'argent du 400 m quatre nages
  -  Médaille de bronze du 200 m quatre nages

### Championnats du monde

#### Grand bassin
- Championnats du monde 2013 à Barcelone (Espagne) :
  -  Médaille d'or au titre du relais 4 × 200 m nage libre[1]
- Championnats du monde 2015 à Kazan (Russie) :
  -  Médaille d'argent du 400 m quatre nages

### Championnats pan-pacifiques
- Championnats pan-pacifiques 2014 à Gold Coast (Australie) :
  -  Médaille d'or du 200 m quatre nages
  -  Médaille d'argent du 400 m quatre nages